# ثقافة اللغات
ثقافة اللغات هو مصطلح يعني أن اللغة لا تشمل فقط عناصر مثل قواعد اللغة والمفردات ولكن أيضا المعرفة السابقة والمعلومات المحلية والثقافية والعادات والسلوكيات. تم إنشاء هذا المصطلح من قبل عالم الأنثروبولوجيا الأمريكي مايكل أغار.

## المعنى
لقد استخدم أجار مصطلح «ثقافة اللغات» لأول مرة في كتابه صدمة اللغة: فهم ثقافة المحادثة. هو المفترض على مصطلح «ثقافة اللغة» التي صاغها عالم الأنثروبولوجيا اللغوي الأمريكي بول فريدريش. يفسر أجار التغيير الذي ينص على أن «اللغة» هي كلمة أكثر استخدامًا باللغة الإنجليزية. يبدو أن «ثقافة اللغات» قد حازت على الشيوع مره أخرى (راجع ريساغر 2012).
حينما يتحدث اجارعن اللغة، فإنه يعرفها بأنها الربط الضروري بين اللغة والثقافة.ويشدد على أن اللغات والثقافات ترتبط دائما ارتباطا وثيقا وأنه لا يمكن التمييز بين اللغات والثقافات. لذلك، لا يمكنك معرفة لغة إذا كنت لا تعرف أيضًا الثقافة التي تعبر عنها تلك اللغة.تنطوي فكرة الثقافة وفهمها على الصلة بين لغتين مختلفتين حددهما آجار LC1 (لغة المصدر) و LC2 (لغة الهدف).

## نقاط غنية
يأتي وجود نقاط غنية من حقيقة أن كل عبارة تشير ضمنيًا إلى مختلف العناصر التي تعتبر أمرًا مسلمًا به في ثقافة معينة ولا تتطابق مع عناصر ثقافة أخرى (التضمين الثقافي).

## الثقافة في اللغة
وفقا لأجار، الثقافة هي بناء، ترجمة بين لغة المصدر ولغة الهدف. مثل الترجمة، فإنه لا معنى للحديث عن ثقافة X دون التحدث عن ثقافة X لY ، مع الأخذ في الاعتبار وجهة النظر التي يتم ملاحظتها. لهذا السبب الثقافة علائقية. وعلاوة على ذلك، فإن الثقافة هي دائما ً متعددة. لا يمكن وصف أي شخص أو مجموعة أو شرحها أو تعميمها بالكامل بعلامة ثقافية واحدة.